# Rainer Prewo
Rainer Prewo (ur. 24 listopada 1945 w Stuttgarcie) – niemiecki polityk (SPD), od roku 1992 burmistrz miasta Nagold.
Absolwent socjologii. Do czasu wyboru na burmistrza Nagoldu Prewo mieszkał we Frankfurcie nad Menem. Był tam honorowym przewodniczącym we Frankfurter Nordend, a od 1980 do 1992 profesorem w Wyższej Szkole Inżynierskiej Publicznego Zarządzania w Wiesbaden. 26 marca 2006 Rainer Prewo został wybrany do Landtagu z listy SPD w powiecie Calw.